# Арагвиспирели
Арагвиспирели (псевдоним; настоящее имя Шио Захарьевич Дедабришвили груз. შიო ზაქარიას ძე  დედაბრიშვილი; 4 (16) декабря 1867, село Карисхеви (Тандилаанткари) Душетского уезда, Тифлисская губерния — 2 января 1926, Тифлис) — грузинский писатель.

## Биография
Родился в семье бедного священника в восточной Грузии, детство провёл в крестьянской среде. В 1883 году поступил в Тифлисскую духовную семинарию, откуда был исключён в 1887 году за высказывание революционных идей, но в 1889 году восстановлен. С 1890 по 1895 год учился в Варшавском ветеринарном институте, где был членом подпольной студенческой организации. За организацию в Варшаве Лиги за освобождение Грузии, был арестован властями Российской империи. После освобождения и возвращения в Грузию работал инспектором на бойне в Тифлисе, но был уволен из-за скандала с раскрытием им общественности сведений о заражённой свинине.

## Творчество
Писать прозу, преимущественно короткие рассказы, отражавшие его различный автобиографический опыт, начал в 1895 году, в скором времени став достаточно популярным и известным. В рассказах «Вот наша жизнь!», «С каким отвращением смотрит», «Вставай», «Не моя вина, боже!» им были показаны проникновение капиталистических отношений в грузинские деревни, крушение старого уклада и тяжёлая жизнь крестьян. Повести «Моя родина, моё сердце» и «Прикованный Амиран» содержат в себе национально-освободительные мотивы, в них писатель показывает моральное разложение грузинских царских чиновников и влияние на общество буржуазной морали, однако эти рассказы и новеллы не содержат явной критики данных явлений, проповедуя, наоборот, важность наслаждения земными благами и стремления к личному счастью. Одной из лучших его новелл признаётся «Земля» (1901), повествующая о больном чахоткой грузине, сосланном в Сибирь и там убитом за отказ выбросить мешок грузинской земли, который он взял с собой.
При советской власти его творчество нередко подвергалось критике, поэтому в последние годы жизни им было написано небольшое количество произведений. Наиболее известная из его поздних работ — сентиментальный полусказочный роман «Разбитое сердце» (1920), повествующий о любви княжны и простого ювелира.

## Память
Похоронен в Дидубийском пантеоне в Тбилиси.
В 1957 году в Тбилиси, в доме, где писатель жил с 1902 года до своей смерти в 1926 году, был открыт Дом-музей Шио Арагвиспирели, улица Георгия Чубинашвили, 13а.